# تیپ سواره‌نظام مازوویتسکا
تیپ سواره‌نظام مازوویتسکا (لهستانی: Mazowiecka Brygada Kawalerii) یک واحد سواره‌نظام نیروی زمینی لهستان در جمهوری دوم لهستان که هنگام تهاجم آلمان به لهستان در جنگ ایفای نقش کرد. این تیپ در ۱ آوریل ۱۹۳۷ به جای تیپ نخست سواره‌نظام پیشین ساخته شد. سرفرماندهی این تیپ در ورشو قرار داشت و دیگر واحدهای آن به ترتیب زیر در شهر اطراف پایتخت لهستان پراکنده بودند:

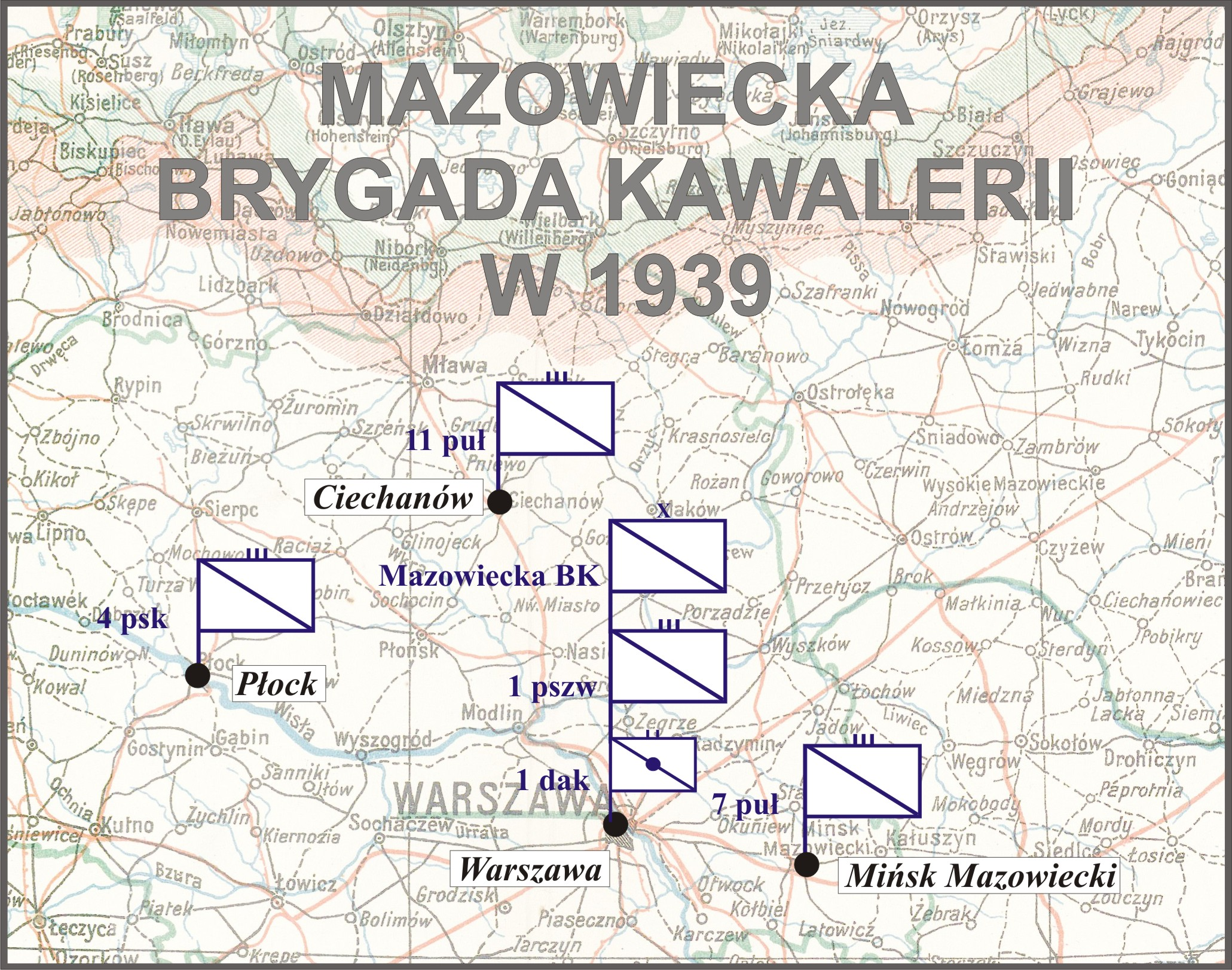
پادگان‌های تیپ سواره‌نظام مازوویتسکا در سال ۱۹۳۸

- هنگ نخست شووه‌لجه یوزف پیلسودسکی مستقر در ورشو.
- هنگ هفتم اوهلان لوبلین مستقر در مینگسک مازوویتسکی.
- هنگ یازدهم لژیون اوهلان مستقر در چیخانوف.
- هنگ چهارم تفنگداران سواره مستقر در پوتسک، استان ماسوویان.
- هنگ نخست توپخانه سواره ارتشبد یوزف بم مستقر در ورشو.
- گردان نخست پیش‌قراول مستقر در ورشو.
- گردان نخست ارتباطات مستقر در ورشو.

## حمله آلمان به لهستان
این تیپ هنگام حمله آلمان به لهستان تحت امر سرهنگ یان کارچ و جزوی از ارتش مودلین بود. وظیفه تیپ مازوویتسکا دفاع از مواوا در بخش راست خطوط دفاعی لهستان بود.: 43  با آغاز تهاجم آلمان در ۱ سپتامبر ۱۹۳۹ میلادی تیپ از همان ابتدا با خطر محاصره روبرو و مجبور به عقب‌نشینی شد. در روز ۲ سپتامبر حمله ورماخت بار دیگر لهستانی‌ها را عقب زد و ضدحمله لهستانی‌ها مؤثر نبود، به همین دلیل تیپ مازوویتسکا به ناحیه پژاسنش عقب نشست. به این ترتیب بخش راست لشکر ۲۰ پیاده‌نظام (لهستان) بی دفاع ماند و در ۳ سپتامبر آلمانی‌ها خطوط لهستانی‌ها را در این بخش نیز شکستند. در این هنگام تیپ مازوویتسکا مورد حمله تیپ زرهی کمپف تحت امر ورنر کمپف و تیپ نخست سواره‌نظام تحت امر کورت فلت قرار گرفت و به دلیل فشار نیروهای آلمانی مجبور به عقب‌نشینی بیشتر شد و در ۴ سپتامبر به پولتوسک رسید. در این روز تیپ سواره‌نظام مازوویتسکا با لشکر ۵ پیاده‌نظام (لهستان) تحت امر سرتیپ یولیوش زولاوف ترکیب و وظیفه دفاع از رود نارف به ایشان سپرده شد. در روز ۷ سپتامبر نخست فرمان عقب‌نشینی به رود بوگ صادر اما سپس به دلایل نامشخصی فرمان عقب‌نشینی به ویشکوف آمد. تیپ مازوویتسکا پس از آن به کازوشین و مینگسک مازوویتسکی عقب نشست و با نیروهای در حال پیشروی آلمانی تحت امر ماکس بوک درگیر شد. در میانه سپتامبر این تیپ وظیفه پوشش فعالیت‌های لژیون ۱ پیاده‌نظام لهستان را در چند درگیری پراکنده به عهده داشت و متحمل تلفات سنگینی شد تا آنکه نهایتاً در ۲۶ سپتامبر ۱۹۳۹ میلادی تسلیم آلمانی‌ها شد.